# Estado Federado Turco de Chipre
El Estado Federado Turco de Chipre (turco: Kıbrıs Türk Federe Devleti) fue un estado en la región del Norte de Chipre declarado en 1975  y disuelto en 1983, que no fue reconocido por la comunidad internacional. Le sucedió la República Turca del Norte de Chipre, que sólo es reconocida por la República de Turquía.

## Política
El Secretario General de la ONU llegó a Chipre los días 25 y 26 de diciembre de 1974 y exigió que se iniciaran conversaciones bilaterales entre las comunidades greco y turco chipriotas. Después de que se declarara la Administración Turcochipriota de manera temporal el 28 de diciembre de 1967, la segunda fase entró en vigor unilateralmente.[cita requerida] el 13 de febrero de 1975 con la declaración del Estado Federado Turco de Chipre por el presidente de la Administración Rauf Denktaş en la Asamblea de la Administración Autónoma Turca de Chipre.
En 1975 se declaró el Estado Turco Federado de Chipre como primer paso hacia un futuro estado turcochipriota federado, pero fue rechazado por la República de Chipre, la ONU y la comunidad internacional. La Resolución 367 del Consejo de Seguridad de las Naciones Unidas expresó pesar por la declaración, sin embargo, no se consideró como una declaración unilateral de independencia y un intento de separatismo. El gobierno turcochipriota, encabezado por Rauf Denktaş, esperaba que los grecochipriotas los trataran como iguales y procedieran a proclamar su propio estado federado. Mientras tanto, la transición de una "administración" a un estado independiente permitió a los turcochipriotas redactar su propia constitución. En las elecciones de 1976, el Partido de Unidad Nacional de Denktaş recibió el 53,7% de los votos y obtuvo la mayoría en el Consejo Nacional. Este parlamento luego procedió con el debate y redacción de la constitución. Todos los partidos políticos acordaron una solución federal al problema con garantía continua de seguridad por parte de Turquía y los debates se centraron en motivos ideológicos, sociales y económicos, con los partidos de oposición Partido Republicano Turco y Partido de Liberación Comunal defendiendo un sistema parlamentario y criticando el borrador de la constitución debido a los poderes que otorgaba al presidente.
Después de ocho años de negociaciones fallidas entre la comunidad turca griega y chipriota, el Norte declaró su independencia el 15 de noviembre de 1983 bajo el nombre de República Turca del Norte de Chipre. Esta declaración unilateral de independencia fue rechazada por la ONU a través de la Resolución 541 del Consejo de Seguridad.

## Economía
En 1978, las importaciones del Estado Federado Turco de Chipre fueron de 2.067.457.000 liras turcas, mientras que las exportaciones fueron de 758.453.000 liras turcas. En 1980, las importaciones fueron de 7.086.008.000 liras turcas y las exportaciones fueron de 3.345.262.000 liras turcas.